# Bethlehem Sogn
Bethlehem Sogn er et sogn i Nørrebro Provsti (Københavns Stift). Sognet ligger i Københavns Kommune; indtil Kommunalreformen i 1970 lå det i Sokkelund Herred (Københavns Amt). I Bethlehem Sogn ligger Bethlehemskirken. Sognet er udskilt i 1918 fra Hellig Kors Kirke. Sognet blev reguleret 1938 til det nuværende i forbindelse med indvielsen af kirken. I sognet ligger den gl. Bethlehemskirke (1889-1938) i baggården Blågårdsgade 40, den ejes nu af Evangelisk-Luthersk Missionsforening. 